# Kurt Knoblauch

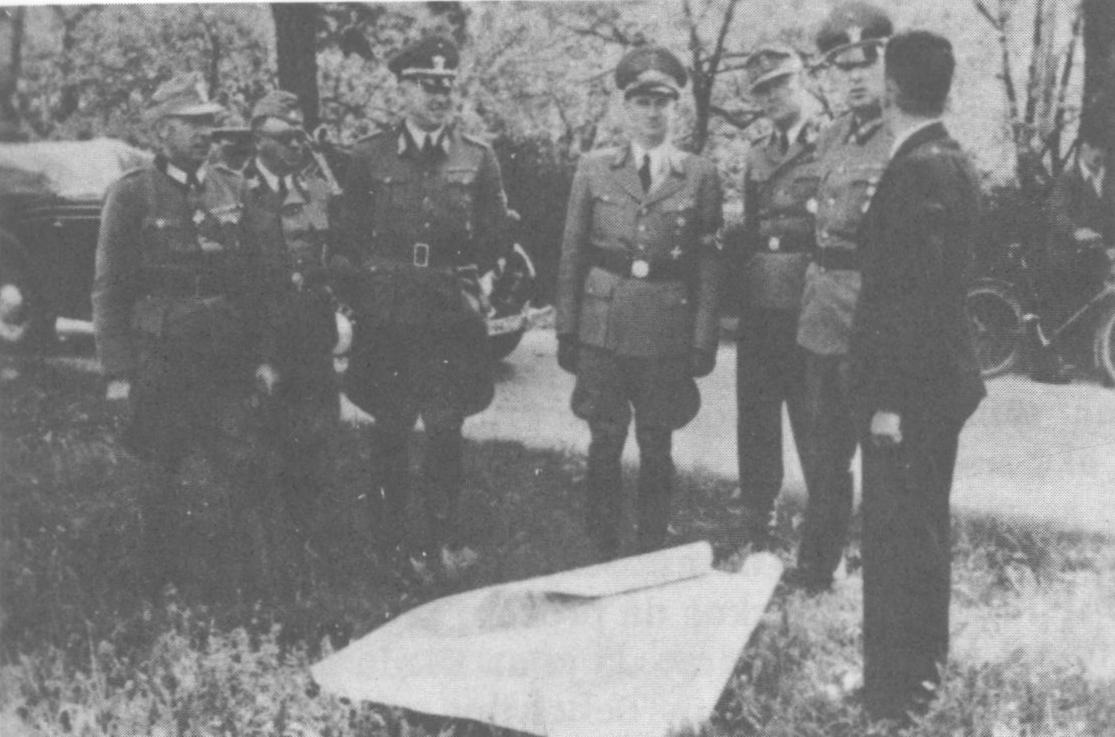
Hermann Franz, Kurt Knoblauch, Poročnik Lang, Friedrich Rainer, Erwin Rösener, Kurt Daluege a Helmut Hierzegger, Austria, 3 luglio 1941

Kurt Knoblauch (Marienwerder, 10 dicembre 1885 – Monaco di Baviera, 10 novembre 1952) è stato un militare tedesco, ufficiale dell'esercito tedesco e generale delle Waffen-SS.

## Biografia
Knoblauch nacque da Friedrich Knoblauch e Emma Schröder. Dopo essersi diplomato al liceo di Ratzeburg, il 23 febbraio 1905 si unì da cadetto all'esercito prussiano nel 39º reggimento fucilieri.

### Carriera
Il 18 agosto 1906, fu promosso al grado di tenente. Il 18 ottobre 1909 fu trasferito al 70º Reggimento di fanteria come comandante di plotone. Nel maggio 1911, fu distaccato per un mese nell'8º battaglione di ingegneri per acquisire l'esperienza ingegneristica sul campo. Il 1º ottobre 1912, divenne aiutante di battaglione e il 17 febbraio 1914 fu promosso primo luogotenente. Il 1º maggio 1914 fu trasferito al comando distrettuale di Saarbrücken. Durante la prima guerra mondiale fu ferito più volte, a partire dal 2 agosto 1914 divenne comandante di compagnia nel 32º battaglione di rimpiazzo di brigata. Il 18 giugno 1915 fu promosso capitano.
Nel 1919, dopo la guerra, prestò servizio nella divisione Freikorps Deutsche Schutz prima di essere rilevato dalla Reichswehr provvisoria. Prima guidò la 4ª compagnia mitragliatori, poi divenne capo della 12ª compagnia del 3º reggimento fucilieri, e poi prestò servizio come ufficiale dell'intelligence nel 18º reggimento di fanteria a Paderborn. Il 1º febbraio 1926 fu promosso prima maggiore e poi tenente colonnello il 1º aprile 1930. Come tale guidò il 2º Battaglione del 1º Reggimento di Fanteria prussiano. Il 1º aprile 1931, divenne un membro del personale del reggimento. Si ritirò dall'esercito il 31 marzo 1933, dopo aver ricevuto la sua ultima promozione a Oberst nel mese di febbraio.

## Gli anni del nazismo
Knoblauch si unì al partito nazista il 20 aprile 1933 (n° 2750158) e quindi alle Sturmabteilung. Prestò servizio a tempo pieno come leader delle SA fino alle dimissioni del 12 aprile 1935, per poi unirsi alle Schutzstaffel (n° 266653). Dal 1937 in poi prestò servizio nella Cancelleria del Partito Nazista, aiutando nella preparazione della guerra.
Nel maggio 1940 fu nominato ispettore delle unità di riserva della divisione SS-Totenkopfverbände e divenne uno dei più stretti confidenti di Heinrich Himmler. Nel dicembre 1940 divenne Comandante delle Waffen-SS nei Paesi Bassi. Il 7 aprile 1941 fu nominato Capo di Stato Maggiore del Kommandostab Reichsführer-SS. Nel luglio 1942 fu trasferito alla SS-Führungshauptamt a capo del dipartimento di addestramento Amtsgruppe B. In questa posizione fu anche responsabile del coordinamento del supporto delle SS alla Wehrmacht e alle operazioni di polizia, inclusa la persecuzione degli ebrei nei casi come i massacri delle paludi di Pryp"jat'. Nel 1943 fu sostituito da Ernst Rode. Nel giugno 1944 fu promosso SS-Obergruppenführer. Nel dicembre 1949, durante la denazificazione del dopoguerra, Knoblauch fu classificato come attivista (Colpevole, Categoria II) dai tribunali di Monaco e condannato a due anni di campo di lavoro. Mentre presentava appello, nel giugno 1950 un tribunale arbitrale di Monaco lo respinse e confermò il verdetto del primo tribunale.